# Adó elengedése (méltányosság)
Az adóhatóság a magánszemély kérelme alapján az őt, terhelő adótartozást – a magánszemélyt terhelő járuléktartozás kivételével –, valamint a bírság- vagy pótléktartozást mérsékelheti, vagy elengedheti, ha azok megfizetése az adózó és a vele együtt élő közeli hozzátartozók megélhetését súlyosan veszélyezteti.
Az adóhatóság a pótlék- és bírságtartozást kivételes méltányosságból mérsékelheti (elengedheti) különösen akkor, ha annak megfizetése a vállalkozási tevékenységet folytató magánszemély, jogi személy vagy egyéb szervezet gazdálkodási tevékenységét ellehetetlenítené. Az adóhatóság a mérséklést az adótartozás egy részének (vagy egészének) megfizetéséhez kötheti.
A helyi adót, az adótartozást az önkormányzat rendeletében meghatározott feltételek alapján az önkormányzati adóhatóság mérsékelheti, vagy elengedheti.
Az illetékügy elbírálására jogosult adóhatóság az illetékfizetésre kötelezett kérelmére jövedelmi, vagyoni és szociális körülményeire, vagyonszerzési illeték esetén a megszerzett vagyon jellegére és a szerzés körülményeire figyelemmel az illetéktartozást mérsékelheti, vagy elengedheti.
A pénzügyminiszter az illeték megállapítását mellőzheti, ha ezt az állampolgárok szélesebb körét érintő rendkívüli esemény, elemi csapás indokolja.